# Архем
Архем (нід. Archem) — селище в нідерландській провінції Оверейсел. Входить до муніципалітету Оммен.
Його площа становить 7,19 км², а населення станом на 2005 рік складало 85 осіб.
Перша згадка про населений пункт датується 947 роком.